# Ulrike Holzgrabe
Ulrike Holzgrabe (geboren 25. Januar 1956 in Wuppertal) ist eine deutsche Pharmazeutin und Chemikerin. Bis zu ihrem Eintritt in den Ruhestand war sie Inhaberin des Lehrstuhls für Pharmazie und Medizinische Chemie an der Julius-Maximilians-Universität Würzburg.

## Beruflicher Werdegang
Ulrike Holzgrabe studierte von 1974 bis 1982 Chemie und Pharmazie in Marburg und Kiel. 1983 promovierte sie an der Christian-Albrechts-Universität zu Kiel mit einer Arbeit zu „Untersuchungen zur Konformation und Konfiguration heterocyclischer Bicyclo[3.3.1]nonanone und ihrer Reduktionsprodukte“. Ebenfalls in Kiel habilitierte sie sich 1989 in Pharmazeutischer Chemie mit einer Arbeit über „Oxidative Cyclisierung von β-Aminoketonen mit Cer(IV)sulfat zu 1,2,3,4-Tetrahydroisochinolinen“.
Von 1990 bis 1999 hatte sie eine C3-Professur an der Rheinischen Friedrichs-Universität Bonn inne. In ihrer Bonner Zeit übernahm sie auch Gastprofessuren in Erlangen und Illinois (1995).
Von 1997 bis 1999 war sie zusätzlich Prorektorin für Lehre, Studium und Studienreform.
Nachdem sie 1998 Rufe auf eine C4-Professur an die Eberhard-Karls-Universität Tübingen und die Westfälische Wilhelms-Universität Münster abgelehnt hatte, folgte sie dem Ruf an die Julius-Maximilians-Universität Würzburg, wo sie von 1999 bis zu ihrem Eintritt in den Ruhestand zum 1. April 2022 den Lehrstuhl für Pharmazeutische Chemie am Institut für Pharmazie und Lebensmittelchemie innehatte. 2004 erhielt sie einen Ruf an die Freie Universität Berlin, den sie ebenso ablehnte wie das Angebot, Präsidentin des Bundesinstituts für Arzneimittel und Medizinprodukte (BfArM) zu werden.
Zusätzlich zu ihrem Lehrstuhl übernahm sie von 2009 bis 2011 die Stelle der Dekanin der Fakultät für Chemie und Pharmazie. Von Oktober 2018 bis März 2021 war sie als Vizepräsidentin Teil der Universitätsleitung in Würzburg, wo sie sich vorrangig den Bereichen „Lehrerbildung“ und „Studium und Lehre“ widmete.
Zum 1. April 2022 wurde sie offiziell in den Ruhestand verabschiedet und ist seither Seniorprofessorin an der Universität Würzburg.

## Wissenschaftliche Schwerpunkte und Tätigkeiten
Zu den Forschungsschwerpunkten von Holzgrabe zählen die Entwicklung neuer Antiinfektiva, die Entwicklung selektiver Liganden von Muskarinrezeptoren, sowie die Bioanalytik und Analyse von Medikamenten mittels Kapillarelektrophorese und NMR-Spektroskopie. In jüngerer Zeit trat sie immer wieder als Expertin im Zusammenhang mit den Nitrosamin-Verunreinigungen im Blutdrucksenker Valsartan in Erscheinung, zu denen sie Artikel veröffentlichte und auch für das Fernsehen interviewt wurde.
Holzgrabe äußert sich seit Jahren immer wieder zum Problem der Lieferketten für Medikamente, die häufig auf Produktion in China und Indien basieren. Bekannt wurde ihr Zitat „Die Chinesen brauchen gar keine Atombombe. Sie liefern einfach keine Antibiotika […], dann erledigt sich Europa von ganz allein.“ Im Sommer 2022 initiierte sie an der Universität Würzburg, das Projekt Essential Therapeutics Initiative for Chemicals Sourcing for the European Union (EThICS), das sich die Sicherung der Versorgung mit lebenswichtigen Arzneimitteln in Europa zum Ziel gesetzt hat.
Im Laufe ihrer Tätigkeit hat Holzgrabe eine große Zahl wissenschaftlicher Arbeiten publiziert und war auch Mitherausgeberin einiger Bücher.

## Mitgliedschaften
- Mitglied der Deutschen und Europäischen Arzneibuchkommissionen, seit 2001
- Mitglied des wissenschaftlichen Beirats der Bundesanstalt für Arzneimittel und Medizinprodukte (BfArM), seit 2002
- Mitglied des Kuratoriums der Universität Bonn, 2003–2007[13]
- Präsidentin der Deutschen Pharmazeutischen Gesellschaft, 2004–2007
- Mitglied des Exekutivkomitees der European Federation for Pharmaceutical Sciences (Eufeps), 2007–2011
- Mitglied des Board of Pharmaceutical Science der International Federation of Pharmacy (FIP), seit 2008
- Mitglied des Beirats der Deutschen Forschungsgemeinschaft (DFG) an der Universität Würzburg, seit 2009
- Mitglied des Auswahlausschusses der Alexander-von-Humboldt-Stiftung[14]
- Mitglied des Beirats der Stiftung für Arzneimittelsicherheit[15]

## Ehrungen und Auszeichnungen
- 1999 Wolfgang-Paul-Preis der Universität Bonn
- 1999 Phoenix Science Award
- 2000 Lesmüller Lecture[16]
- 2016 Bazeley Oration, Society of Microbiology, Perth, Australia[17]
- 2019 Bayerischer Verdienstorden[18]
- 2021 Elsa-Ullmann-Medaille[19]
- 2023 Wissenschaftspreis der Dr. August und Dr. Anni Lesmüller-Stiftung[20]